# Hedychium yunnanense
Hedychium yunnanense är en enhjärtbladig växtart som beskrevs av François Gagnepain. Hedychium yunnanense ingår i släktet Hedychium och familjen Zingiberaceae. Inga underarter finns listade i Catalogue of Life.